# 安仁乡 (达州市)
安仁乡，是中华人民共和国四川省达州市达川区下辖的一个乡镇级行政单位。

## 行政区划
安仁乡下辖以下地区：
街道社区、龙头桥村、金鸡牌村、长石板村、严马庙村、尖山坡村、乐山寺村、米坊村、五通庙村、龟石村、梨山包村、兴隆庙村、斑竹沟村和箭楼湾村。

## 語言
安仁話並非西南官話四川話，自成一派。2014年四川新闻网记者调查考证，安仁话應是湘語涟源话，而现居安仁的谭、郑两大姓氏应全部来自湖南涟源市。